# Ceilândia Esporte Clube
El Ceilândia Esporte Clube es un equipo de fútbol de Brasil que juega en el Campeonato Brasileño de Serie D, la cuarta división nacional; y en el Campeonato Brasiliense, la primera división del Distrito Federal de Brasil.

## Historia
Fue fundado el 23 de agosto de 1979 en la región de Ceilândia del Distrito Federal de Brasil luego de adquirir al Dom Bosco Esporte Clube (fundado en 1963) y ese mismo año jugaron su primer partido oficial ante el Brasília Futebol Clube, el cual perdieron 1-2.
En 1989 lograron la clasificación al Campeonato Brasileño de Serie B, donde llegaron a la segunda ronda donde fueron eliminados por el Rio Branco Football Club del estado de Acre para terminar en el lugar 31 entre 96 participantes.
En 2010 ganan el título del Campeonato Brasiliense por primera vez, con lo que lograron la clasificación para el Campeonato Brasileño de Serie D, y la Copa de Brasil por primera vez, donde en ambos torneos fue eliminado en la segunda ronda.

## Palmarés
- Campeonato Brasiliense: 2

2010, 2012
- Campeonato Brasiliense de Segunda División: 1

1998
- Copa Mané Garincha: 1

2012

## Jugadores

### Jugadores destacados
- Dimba[8]
- Allan Dellon[9]